# 국간장
국간장(--醬) 또는 조선간장(朝鮮-醬)은 한국에서 전통적인 방법으로 만든 간장이다. 주로 국의 간을 맞출 때 사용한다. 공장에서 대량으로 만든 왜간장과 비교하여 집에서 만든 간장을 이를 때는 집간장으로 부르기도 한다. 한식간장이나 재래식 간장으로도 부른다.

## 같이 보기
- 노추 (간장)
- 케찹 마니스